# Pyrausta kandalis
Pyrausta kandalis là một loài bướm đêm trong họ Crambidae.